# ويليام إتش ميلر
ويليام إتش ميلر (بالإنجليزية: William H. Miller)‏ هو مؤرخ أمريكي، ولد في 1948.